# Silene integripetala
Silene integripetala là loài thực vật có hoa thuộc họ Cẩm chướng. Loài này được Bory & Chaub. miêu tả khoa học đầu tiên năm 1832.